# ニーディック
株式会社ニーディック（英: NEED'K Co.,ltd）は、東京都中野区に本社を置く、インテリアファブリックを扱う専門商社である。

## 沿革
- 1959年 東京都渋谷区恵比寿1-2設立
- 1966年 東京都中野区に本社移転
- 1979年 デザイン事業部設立
- 1994年 現在地に3610ビルを建設
- 1995年 直営店「ラメゾンデピス」代官山本店オープン
- 2000年
  - メサゴメッセフランクフルト主催「インテリアライフスタイル展」出展[1]（2000年～）
  - メサゴメッセフランクフルト主催 IFFT 国際家具見本市」出展[2]（2000年～）
- 2002年 「ラメゾンエピス」横浜店をそごう横浜店6階にオープン
- 2005年 heimtextil（ドイツ、フランクフルト）エディターズゾーン出展（～2009年）
- 2009年
  - Maison&objet（フランス、パリ）editeurs出展（～2010年）
  - 社名を「日恵装飾株式会社」から「株式会社ニーディック」へ変更
  - 直営店「ラメゾンエピス（代官山本店）」から「ニーディックテキスタイル」のショールームとしてリニューアルオープン
- 2010年　
  - 「ニーディックテキスタイル」池袋店を池袋西武本店7階にオープン
  - 「ICFF (アメリカ・ニューヨーク国際現代家具見本市）」出展
- 2013年 「ニーディックテキスタイル」銀座店を銀座三越8階にオープン
- 2014年 「ieno textile」代官山本店をオープン
- 2016年 「ニーディックテキスタイル」福岡店を岩田屋本店5階にオープン

## 主な取扱商品
- インテリアファブリック　
  - カーテン・レース
  - シェード
  - ブラインド
  - クッション
  - ラグ・マット・カーペット
  - コンフォートケース、ピローケース
  - ランプシェード
- 家具
  - ベッド
  - ソファ・椅子